# Баскетбол на візках на літніх Паралімпійських іграх 2016
Змагання з баскетболу на літніх Паралімпійських іграх 2016 заплановані на 8-16 вересня.

### Медалісти
| Дисципліна | Золото | Срібло    | Бронза          |
| ---------- | ------ | --------- | --------------- |
| Жінки      | США    | Іспанія   | Велика Британія |
| Чоловіки   | США    | Німеччина | Нідерланди      |